# 諸鍛冶裕太
諸鍛冶 裕太（もろかじ ゆうた、1965年5月19日 - ）は、神奈川県出身ジャパンアクションエンタープライズ所属のアクションコーディネーター。数多くのヒット作に関わり続けている。

## 人物
14期生。身長166cm。趣味・特技、乗馬、バスケット。社長の金田治同様、擬音を多用した指導スタイルである。同期には、堤真一、岡元次郎、宮崎剛、岩田時男等がいる。

## 出演
演劇
- 酔いどれ公爵（1985年）- 群衆B

テレビドラマ
- 名奉行 遠山の金さん
  - 第3シリーズ 第25話（1990年）
  - 第5シリーズ 第7話（1993年）
- 水戸黄門 第20部 第32話（1991年）

映画
- 江戸城大乱（1991年）- スタント

テレビ番組
- 岩井俊二のMOVIEラボ シーズン2（2016年2月11日、NHK Eテレ、ゲスト出演）

## アクションコーディネイト

### 映画
- 将軍家光の乱心 激突（1989年、東映） - 馬と共に崖を墜落、飛び込みなど、スタントのリハーサルを担当[3]
- おもちゃ （1998年、東映）※殺陣補佐
- 真夜中まで（1999年）
- さくや妖怪伝（2000年、松竹）
- バトル・ロワイアル（2000年、東映）
- RED SHADOW 赤影（2001年、東映）
- 陰陽師（2001年、東宝）
- 突入せよ!あさま山荘事件（2002年、東映）
- 壬生義士伝（2002年、松竹）
- 宣戦布告（2002年、東映）
- あずみ（2003年、東宝）
- スカイハイ 劇場版 （2003年、東映）
- バトル・ロワイアルII 鎮魂歌（2003年、東映）
- 陰陽師II（2003年、東宝）
- CASSHERN（2004年、松竹）
- 阿修羅城の瞳（2004年、松竹）
- 亡国のイージス（2005年、松竹）
- 日本沈没（2006年、東宝）
- ゲゲゲの鬼太郎（2007年、松竹）
- 自虐の詩（2007年、東映）
- 大帝の剣（2007年、松竹）
- 包帯クラブ（2007年、東映）
- 20世紀少年第1章~第3章（2008年-2009年、東宝）
- ゲゲゲの鬼太郎 千年呪い歌（2008年、松竹）
- 銀幕版 スシ王子! 〜ニューヨークへ行く〜（2008年、ワーナー・ブラザース映画）
- 母べえ（2008年、松竹）
- 僕の彼女はサイボーグ（2008年、ギャガ）
- TAJOMARU（2009年、ワーナー・ブラザース映画）
- ドロップ（2009年、角川映画）
- BECK（2010年、松竹）
- 劇場版TRICK 霊能力者バトルロイヤル（2010年、東宝）
- 半次郎（2010年、ピーズインターナショナル）
- さや侍（2011年、松竹）
- 源氏物語 千年の謎（2011年、東宝）
- 太平洋の奇跡 -フォックスと呼ばれた男-（2011年、東宝）
- 漫才ギャング（2011年、角川映画）
- 探偵はBARにいる（2011年、東映）
- ワイルド7（2011年、ワーナー・ブラザース映画）
- 劇場版 SPEC〜天〜（2012年、東宝）
- エイトレンジャー（2012年、東宝）
- 宇宙兄弟（2012年、東宝）
- BRAVE HEARTS 海猿（2012年、東宝）
- 外事警察 その男に騙されるな（2012年、スターダストピクチャーズ / 東映）
- 赤い季節（2012年、日活）
- 天地明察（2012年、松竹）
- 探偵はBARにいる2 ススキノ大交差点（2013年、東映）
- 劇場版 SPEC〜結〜（2013年、東宝）
- 人類資金（2013年、松竹）
- サンブンノイチ（2014年、角川映画）
- 暗殺教室（2015年、東宝）
- Zアイランド（2015年、角川映画）
- 天空の蜂（2015年、松竹）
- 暗殺教室〜卒業編〜（2016年、東宝）
- 真田十勇士（2014年、松竹）
- 劇場版MOZU（2015年、東宝）
- RANMARU 神の舌を持つ男 酒蔵若旦那怪死事件の影に潜むテキサス男とボヘミアン女将、そして美人村医者を追い詰める謎のかごめかごめ老婆軍団と三賢者の村の呪いに2サスマニアwithミヤケンとゴッドタン、ベロンチョアドベンチャー! 略して…蘭丸は二度死ぬ。鬼灯デスロード編（2016年、松竹）
- あさひなぐ（2017年、東宝）
- オズランド　笑顔の魔法おしえます。（2018年、ファントム・フィルム）
- パンク侍・斬られて候（2018年、東映）
- 居眠り磐音（2019年、松竹）
- 引っ越し大名（2019年、松竹）
- 映像研には手を出すな!（2020年、東宝映像事業部）
- 太陽は動かない（2021年、ワーナー・ブラザース映画）
- 東京リベンジャーズ（2021年、ワーナー・ブラザース映画）

### テレビ
- 17年目のパパへ スペシャル（2000年、TBS）
- 愛の劇場 永遠の1/2 （2000年、TBS）
- ドラマ特別企画 「タスクフォース」（2002年、TBS）
- あなたの隣に誰かいる（2003年、フジテレビ）
- ザ少年倶楽部（2004年、NHK）
- スカイハイ2（2004年、テレビ朝日）
- 火災調査官・紅蓮次郎3（2004年、テレビ朝日）
- THE WAVE!（2005年、フジテレビ）
- 積木くずし 真相 あの家族、その後の悲劇（2005年、フジテレビ）
- 下北サンデーズ（2006年、テレビ朝日）
- 巷説百物語（2006年、WOWOW）
- マチベン（2006年、NHK）
- アルティメットクラブ（2007年、サイエンスチャンネル）
- スシ王子!（2007年、東映）
- 今日は渋谷で6時（2007年、フジテレビ）
- スクラップ・ティーチャー〜教師再生〜（2008年、日本テレビ）
- 笑っていいとも!2009春の祭典 豪華ダジャレなぞなぞ笑撃映像SP（2009年、フジテレビ）
- 外事警察（2009年、NHK）
- SPEC〜警視庁公安部公安第五課 未詳事件特別対策係事件簿〜シリーズ（TBS）
  - SPEC〜警視庁公安部公安第五課 未詳事件特別対策係事件簿〜（2010年）
  - SPEC〜翔〜（2012年）
  - SPEC〜零〜（2013年）
- TRICK 新作スペシャル2（2010年、テレビ朝日）
- 警部補 矢部謙三（2010年、テレビ朝日）
- チェイス〜国税査察官〜（2010年、NHK）※第4〜6話
- 車イスで僕は空を飛ぶ（2012年、日本テレビ）
- クロヒョウ2 龍が如く 阿修羅編（2012年、TBS）
- ダーティ・ママ!（2012年、日本テレビ）
- ダブルフェイス（2012年、TBS/WOWOW）
- ヒトリシズカ（2012年、WOWOW）
- とんび（2012年、NHK）
- 梅ちゃん先生（2012年、NHK）
- 三匹のおっさん（2014年、テレビ東京）
- MOZU Season1〜百舌の叫ぶ夜（2014年、TBS）
- ドラマW MOZU Season2〜幻の翼〜（2014年、WOWOW）
- ヤメゴク〜ヤクザやめて頂きます〜（2015年、TBS）
- 三匹のおっさん2（2015年、テレビ東京）
- ど根性ガエル（2015年、日本テレビ）
- 鼠、江戸を疾る（2016年、NHK）
- 三匹のおっさん3（2016年、テレビ東京）
- イアリー見えない顔（2019年、WOWOW）
- 太陽は動かない（2020年、WOWOW）
- 青天を衝け（2021年、NHK）
- 金田一少年の事件簿（2022年、日本テレビ）
- ラストマン-全盲の捜査官-（2023年、TBS）
- どうする家康（2023年、NHK）

### 舞台
- 江戸っ娘。忠臣蔵（2003年、明治座）
- 信長（2003年、中日劇場）
- DREAM BOY（2004年、帝国劇場）
- Endless SHOCK
  - Shocking SHOCK （2004年、帝国劇場）
  - Endless SHOCK 2005（2006年、帝国劇場）
  - Endless SHOCK 2006（2006年、帝国劇場）
  - Endless SHOCK 2007（2007年、帝国劇場）
  - Endless SHOCK 2008（2008年、帝国劇場）
  - Endless SHOCK 2009（2009年、帝国劇場）
  - Endless SHOCK 2010（2010年、帝国劇場）
  - Endless SHOCK 2012（2012年、帝国劇場）
  - Endless SHOCK （2014年、帝国劇場）
  - Endless SHOCK （2014年、梅田芸術劇場、博多座）
  - Endless SHOCK 2018（2018年、帝国劇場）
  - Endless SHOCK （2019年、帝国劇場）
  - Endless SHOCK （2020年、帝国劇場、梅田芸術劇場）
  - Endless SHOCK （2021年、帝国劇場）
  - Endless SHOCK （2022年、帝国劇場、博多座）
  - Endless SHOCK （2023年、帝国劇場、梅田芸術劇場）
- SUMMARY of Johnny's World（2004年、原宿ビッグトップ）
  - SUMMARY 2008（2008年、台場青梅J地区）
- ロミオとジュリエット（2004年、グローブ座）
- 神田正輝座長公演「とおりゃんせ」（2004年、明治座）
- PLAYZONE'05 〜20th Anniversary〜Twenty Years…（2005年、青山劇場）
- Dream Boys
  - 2006年、帝国劇場
  - 2008年、帝国劇場/梅田芸術劇場
  - 2009年、帝国劇場/梅田芸術劇場
  - 2011年、帝国劇場
  - 2012年、帝国劇場
- 滝沢演舞城（2006年、新橋演舞場）
  - 滝沢演舞城2007（2007年、新橋演舞場）
  - 滝沢演舞城'08命（2008年、新橋演舞場）
  - 滝沢演舞城2009（2009年、新橋演舞場）
- 魔界転生（2006年、新橋演舞場）
- 憑神（2007年、新橋演舞場/松竹座）
- フライパンと拳銃（2008年、東京グローブ座/大阪）
- ネジと紙幣（2009年、銀河劇場 他）
- 江戸の青空（2009年、世田谷パブリックシアター）
- 新春滝沢革命（2009年、帝国劇場）
  - 新春滝沢革命|新春人生革命/新春滝沢革命（2010年、帝国劇場）
  - 新春滝沢革命2012（2012年、帝国劇場）
- 大江戸りびんぐでっど（2009年、歌舞伎座）
- 滝沢秀明ソロコンサート夏（2009年、横浜アリーナ 他）
- 佐倉義民傅（2010年、シアターコクーン）
- 少年たち
  - 少年たち~格子無き牢獄~（2010年、日生劇場）
  - 少年たち2011（2011年、日生劇場）
  - 少年たち2012（2012年、日生劇場、松竹座）
- 薄桜鬼（2010年、天王洲銀河劇場）
- 8人の女たち（2011年、ル・テアトル銀座 他）
- テンペスト（2011年、赤坂ACTシアター/大阪）
- 劇団朱雀特別公演「玲瓏」（2011年、巡業公演）
- JOHNNY'S World（2012年、帝国劇場）
- VISUALIVE「ペルソナ4」 the EVOLUTION（2012年、天王洲銀河劇場）
- ロミオ&ジュリエット（2012年、赤坂ACTシアター 他）
- 滝沢歌舞伎（2012年、日生劇場）
  - 滝沢歌舞伎2014（2014年、博多座 / 新橋演舞場）
- 里見八犬伝（2012年、新国立劇場 他）
- 宝塚歌劇団花組公演　戦国BASARA 真田幸村編（2013年、東急シアターオーブ）
- マクベス（2013年、シアターコクーン）
- 真田十勇士（2013年、ACTシアター）
- たとえば野に咲く花のように（2016年、新国立劇場）
- るつぼ（2016年、シアターコクーン）
- 燃ゆる嵐（2016年、宝塚バウホール）
- 上を下へのジレッタ（2017年、シアターコクーン）
- 黒蜥蜴（2017年・日生劇場）
- シラノ・ド・ベルジュラック（2018年、日生劇場）
- ナイツ・テイルー騎士物語（2018年、帝国劇場）
- NARUTO・歌舞伎（2018年、新橋演舞場）
- 魔界転生（2018年、博多座、他）
- SHOW BOY（2019年、シアタークリエ）
- 里見八犬伝 （2019年、なかのZEROホール、他）
- イノサン・Musicale（2020年、ヒューリックホール東京）
- 天保十二年のシェークスピア（2020年、日生劇場）
- SPY×FAMILY（2023年、帝国劇場、他）
- 巌流島（2023年、明治座、他）

### CM
- 大正製薬「リポビタンD」（1998年-2002年）
- リコー「リコピー」（2001年）
- サントリー「膳」（2001年）

### ゲーム
- クロックタワー3（2001年、カプコン）
- Shinobi（2002年、セガ）
- Kunoichi -忍-（2003年、セガ）※アクションプロデュース

### イベント
- BAD BOYS 2 BAD プレミアムショー（2003年、日本武道館）
- ドラマティック・ライブステージ「IRIS」（2010年、大阪城ホール/さいたまスーパーアリーナ）
- DRAMATIC LIVE「ATHENA」（2012年、大阪城ホール/さいたまスーパーアリーナ）
- 氷艶・破沙羅（2017年、代々木体育館）

### MV
- JASMINE
- AKB48「フライングゲット」（2011年、キングレコード）
- 中島美嘉×加藤ミリヤ「Fighter」（2014年）

### WEBドラマ
- 三井不動産レジデンシャル製作WEBドラマ「タイムスリップ!堀部安兵衛」（2014年）
- SICK'S 恕乃抄 〜内閣情報調査室特務事項専従係事件簿〜（2018年、Paravi）